# Dicladochaeta biseriata
Dicladochaeta biseriata är en tvåvingeart som beskrevs av Malloch 1932. Dicladochaeta biseriata ingår i släktet Dicladochaeta och familjen daggflugor. Inga underarter finns listade i Catalogue of Life.